# 陸紀仁
陸紀仁是羅馬集團及俊文寶石主席。2004年畢業於加州大學洛杉磯分校，取得數學（應用科學）学士学位，主修精算。畢業後回香港。2008年，陸紀仁成立羅馬國際評估，經營估值業務。慢慢發展成2013年其中一間創業板上市公司，成為蛇年「第一股」。
2014年10月，陸紀仁入股俊文寶石，並出任主席。